# Afacerea Strousberg

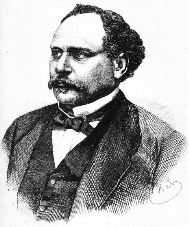
Heinrich Strousberg

Afacerea Strousberg a fost un mare scandal politico-financiar din secolul al XIX-lea, având ca obiect concesionarea construcției liniei ferate Roman - București - Vârciorova către consorțiul condus de Bethel Henry Strousberg, un antreprenor evreu născut în Prusia Orientală cu numele Baruch Hirsch Strousberg, naturalizat în Germania cu numele Barthel Heinrich Strausberg. Scandalul a fost provocat de neregulile descoperite ulterior în contract și de condițiile de concesionare, total nefavorabile statului român. 
Redactarea contractului a fost făcută chiar la Berlin, de către partea germană, fiind apoi înaintat principelui Carol la 18 februarie 1868. La rândul său, acesta l-a trimis pentru dezbatere comisiei constituite pentru construcția căii ferate pe 22 februarie 1868.
Pe 10 septembrie a aceluiași an, Parlamentul Principatelor Unite adoptă legea prin care construcția căii ferate este atribuită consorțiului Strousberg. Magistrala urma să conțină 4 tronsoane:
1. Roman - Mărășești - Tecuci - Bârlad;
2. Galați - Brăila - Buzău - Ploiești - București;
3. București - Pitești - Slatina - Craiova - Turnu Severin - Vârciorova (la granița cu Austro-Ungaria);
4. Buzău - Focșani - Mărășești (opțional, după terminarea celorlalte trei)

După terminarea lucrărilor, compania urma să exploateze linia ferată timp de 90 de ani. Desfășurarea lucrărilor este marcată de numeroase ilegalități (diferențe între măsurătorile guvernului și ale firmei, lucrări întârziate, dar plătite etc.). După ce Strousberg a dat faliment în 1870, pe 5 iulie 1871 este adoptată legea ce anula concesiunea căii ferate către consorțiul Strousberg. În cele din urmă, concesiunea a fost preluată în 1872 de bancherii vienezi Bleichroder și Hansemann. Lucrarea s-a încheiat în 10 ani.
Construcția căii ferate este preluată de societatea Staatsbahn, din Viena, la cererea deținătorilor de obligațiuni ale consorțiului Strousberg, care preluaseră toate drepturile și obligațiile consorțiului. În 1874, și Societatea acționarilor își termină fondurile și statul român este obligat să răscumpere o parte din rețea. După Războiul de Independență al României, au loc alte negocieri cu partea germană, în urma cărora, în 1880, statul român a răscumpărat întreaga rețea.